# Рятувальний засіб глибокого занурення

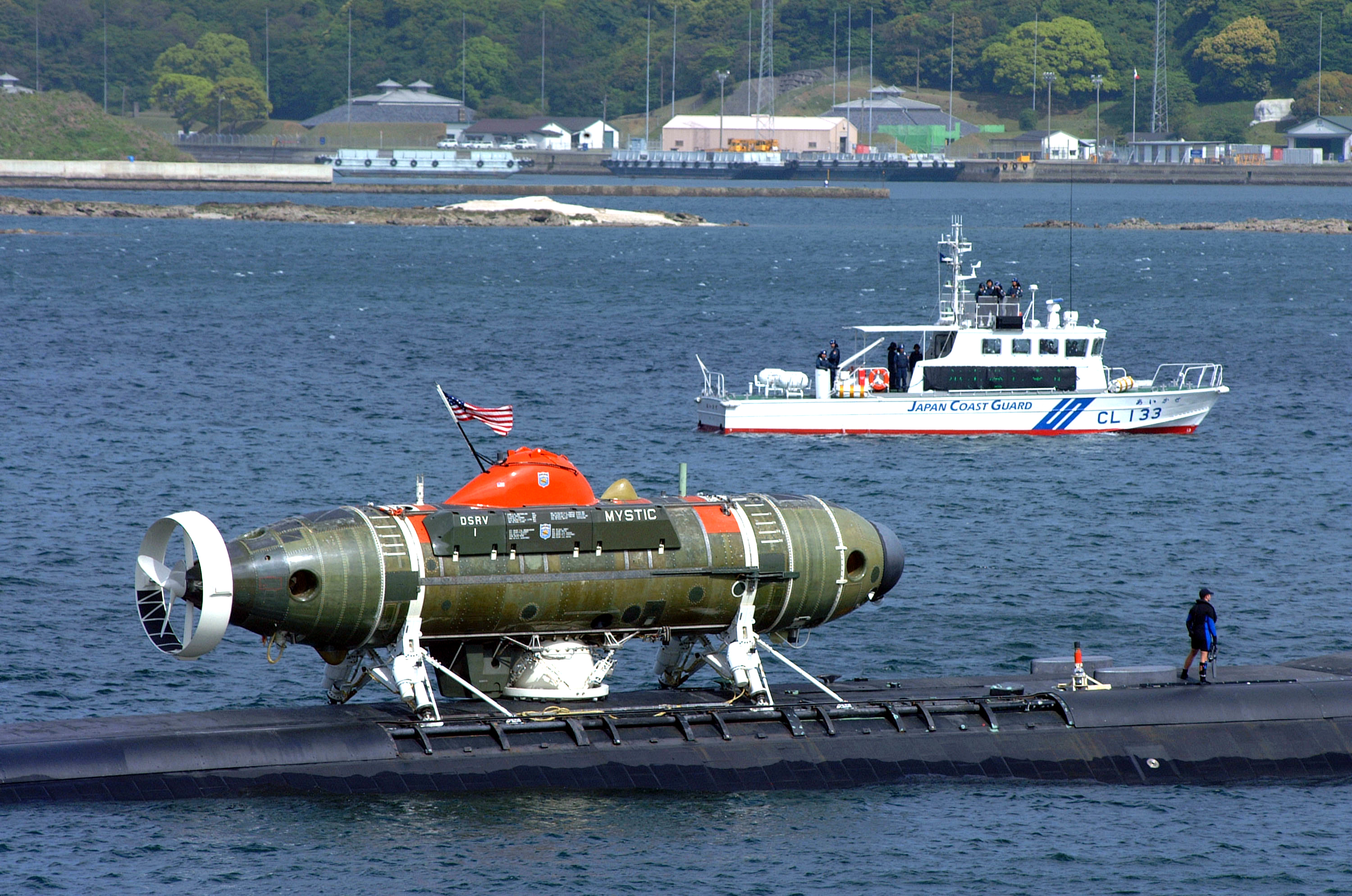
Засіб глибокого занурення DSRV-1 Mystic розміщений на субмарині типу Los-Angeles

Рятувальний засіб глибокого занурення (англ. deep-submergence rescue vehicle (DSRV) - тип батискафу військового призначення, що використовується для рятувальних робіт на затонулих підводних човнах та для таємних операцій. Термін DSRV найчастіше використовується ВМС США, інші держави можуть використовувати інші назви для цього типу підводних апаратів.